# Mette Sall
Mette Sall Melgaard (ur. 3 czerwca 1980 w Syddjurs), duńska piłkarka ręczna, reprezentantka kraju grająca na pozycji obrotowej. Obecnie występuje w duńskiej lidze, w drużynie Randers HK.

## Życie prywatne
W latach 2001–2009 była związana z Anją Andersen, która zostawiła ją dla Maren Baumbach, co wywołało skandal w Danii.
Wyszła za mąż, za Lasse Salla, duńskiego piłkarza. Mają dwie córki: Helene i Julie.

## Sukcesy

### klubowe
Mistrzostw Danii:
- 2003, 2005, 2007

Puchar Danii:
- 2002, 2010

Liga Mistrzyń:
- 2004, 2005, 2007

Puchar EHF:
- 2003

Puchar Zdobywców Pucharów:
- 2009